# آجوریکابا
آجوریکابا (به پرتغالی: Ajuricaba) یک منطقهٔ مسکونی در برزیل است که در ریو گرانده جنوبی واقع شده‌است. آجوریکابا ۳۲۲٫۷ کیلومتر مربع مساحت و ۶٬۹۸۷ نفر جمعیت دارد.